# Цадуа, Паулос
Паулос Цадуа (амх. Paulos Tzadua; 25 августа 1921, Аддифини, Эфиопия — 11 декабря 2003, Рим, Италия) — первый эфиопский кардинал. Титулярный епископ Абилы Палестинской и вспомогательный епископ Аддис-Абебы с 1 марта 1973 по 24 февраля 1977. Архиепископ Аддис-Абебы с 24 февраля 1977 по 11 сентября 1998. Кардинал-священник с титулом церкви с Сантиссимо-Номе-ди-Мария-ин-Виа-Латина с 25 мая 1985.